# Панов Костянтин Сергійович
Костянтин Сергійович Панов (рос. Константин Сергеевич Панов; 29 червня 1980, м. Челябінськ, СРСР) — російський хокеїст, правий нападник. Виступає за «Трактор» (Челябінськ) у Континентальній хокейній лізі.
Вихованець хокейної школи «Трактор» (Челябінськ). Виступав за «Трактор» (Челябінськ), «Камлупс Блейзерс» (ЗХЛ), «Мілвокі Адміралс» (АХЛ), «Толедо Сторм» (ECHL), «Амур» (Хабаровськ), «Лада» (Тольятті), «Динамо» (Москва), СКА (Санкт-Петербург).